# Little Siberia
Little Siberia (Pikku-Siperia) è un film finlandese del 2025 diretto da Dome Karukoski e tratto dall'omonimo romanzo di Antti Tuomainen.

## Trama
La routine del tranquillo villaggio finlandese di Hurmevaara viene improvvisamente sconvolta da un meteorite che in una notte d'inverno squarcia il tetto dell'auto di un ex-pilota di rally alcolizzato.
Le stime attribuiscono al meteorite un valore di un milione di euro. Il sindaco vede in questo evento un'opportunità per rilanciare l'economia locale ed a Joel, pastore e veterano di guerra, viene chiesto di sorvegliare la preziosa pietra messa in custodia in un vecchio museo in attesa del trasferimento a Londra. L'oggetto celeste per il suo valore attira anche l'attenzione di criminali dilettanti e ladri professionisti, che cercano di impossessarsene. 
Mentre cerca di proteggere il meteorite, il pastore si trova di fronte a un dilemma personale molto più profondo: sua moglie Krista è incinta anche se lui è sterile in seguito a un incidente di guerra, circostanza che non ha mai rivelato alla moglie. Joel entra in crisi e sospetta che la moglie in realtà lo abbia tradito. In un confronto diretto tra i due, Krista nega qualsiasi tradimento e vede nella coincidenza tra gravidanza e caduta del meteorite il segno di un miracolo divino, ma la mancanza di fiducia dimostrata dal marito la fa decidere di tornare a Helsinki, delusa. Prima di riuscire a partire, la donna però viene rapita dai malviventi che chiedono al pastore di consegnare loro il meteorite come riscatto. A complicare le cose, il meteorite è stato rubato nel frattempo dall'ex-pilota che lo considera una sua proprietà. Inseguito da Joel, il pilota scappa sulla superficie di un lago gelato, ma il ghiaccio si rompe sotto il peso dell'uomo, che annega, trascinando con sé la pietra sul fondo. 
Per soddisfare le richieste dei rapitori, Joel sostituisce il meteorite con un sasso qualunque e, arrivato nel luogo dello scambio con i malviventi, con uno stratagemma riesce a liberare Krista e ad avere la meglio sui criminali. All'arrivo della primavera, Joel e Krista, riconciliati, possono finalmente trascorrere la prima vacanza insieme al loro figlio neonato.

## Distribuzione
Il film è stato distribuito sulla piattaforma Netflix a partire dal 21 marzo 2025.